# Bulboctenus
Genre
Bulboctenus est un genre d'araignées aranéomorphes de la famille des Ctenidae.

## Distribution
Les espèces de ce genre sont endémiques du Brésil.

## Liste des espèces
Selon World Spider Catalog (version 21.5, 03/01/2021) :
- Bulboctenus itunaitata Pereira, Labarque & Polotow, 2020
- Bulboctenus kayapo Pereira, Labarque & Polotow, 2020
- Bulboctenus munduruku Pereira, Labarque & Polotow, 2020

## Publication originale
- Pereira, Labarque & Polotow, 2020 : « Description of a new Neotropical spider genus in the family Ctenidae Keyserling, 1877 (Araneae: Lycosoidea) from the Brazilian Amazon rainforest. » Zootaxa, no 4890(3), p. 375-396.